# Cnut de Northúmbria
Cnut fou rei de la Northúmbria conquerida pels vikings, anomenada Jòrvik, del 900 al 905, dates deduïdes per les monedes trobades.

## Monedes trobades
El 1840 es va trobar un conjunt de més de 8.000 monedes, en l'anomenat tresor de Cuerdale (Lancashire). Unes 3.000 la inscripció en llatí KNVT REX. En el revers de les monedes hi havia diverses inscripcions: en algunes posava ELFRED REX (rei Alfred), cosa que indicava que Cnut va ser contemporani d'Alfred el Gran; en altres sortia el nom d'un rei anterior, Siefredus. La seqüència de les monedes indicava que Cnut havia governat en un període posterior a Siefredus, entre el 900 i el 905. També es va deduir que Siefredus havia estat el successor de Guthred i que havia governat entre el 895 i el 900. Els noms de Cnut i Siefredus apareixen junts en algunes monedes, potser indicant que van governar conjuntament durant un temps.

## Identificació
Es fa difícil afegir detalls biogràfics al que se sap de les monedes de Cnut, ja que no és esmentat en cap bibliografia de la seva època. L'historiador Alfred Smyth ha proposat que Cnut podria ser el personatge del mateix nom que és esmentat en les sagues nòrdiques dels segles xiii i xiv. En aquestes es diu que Cnut va ser un rei de Northúmbria d'origen danès. També s'ha suggerit que Cnut podria ser una altra forma del nom Guthfrith, governant de Northúmbria del qual no se n'han trobat monedes. Una altra hipòtesi proposada per Cannon i Hargreaves és que Cnut sigui el cognom de Siefredus.